# Stenophylax mistus
Stenophylax mistus är en nattsländeart som beskrevs av Navás 1932. Stenophylax mistus ingår i släktet Stenophylax och familjen husmasknattsländor. Inga underarter finns listade i Catalogue of Life.